# Douigni
Douigni (oder Douigny) ist ein Departement in der Provinz Nyanga in Gabun und liegt im Südwesten des Landes. Das Departement hatte 2013 etwa 5200 Einwohner.

## Gliederung
- Moabi
- Kanton Douami-Mouemb
- Kanton Doubandzi
- Kanton Migamba-Yara